# فریتس کویپرس

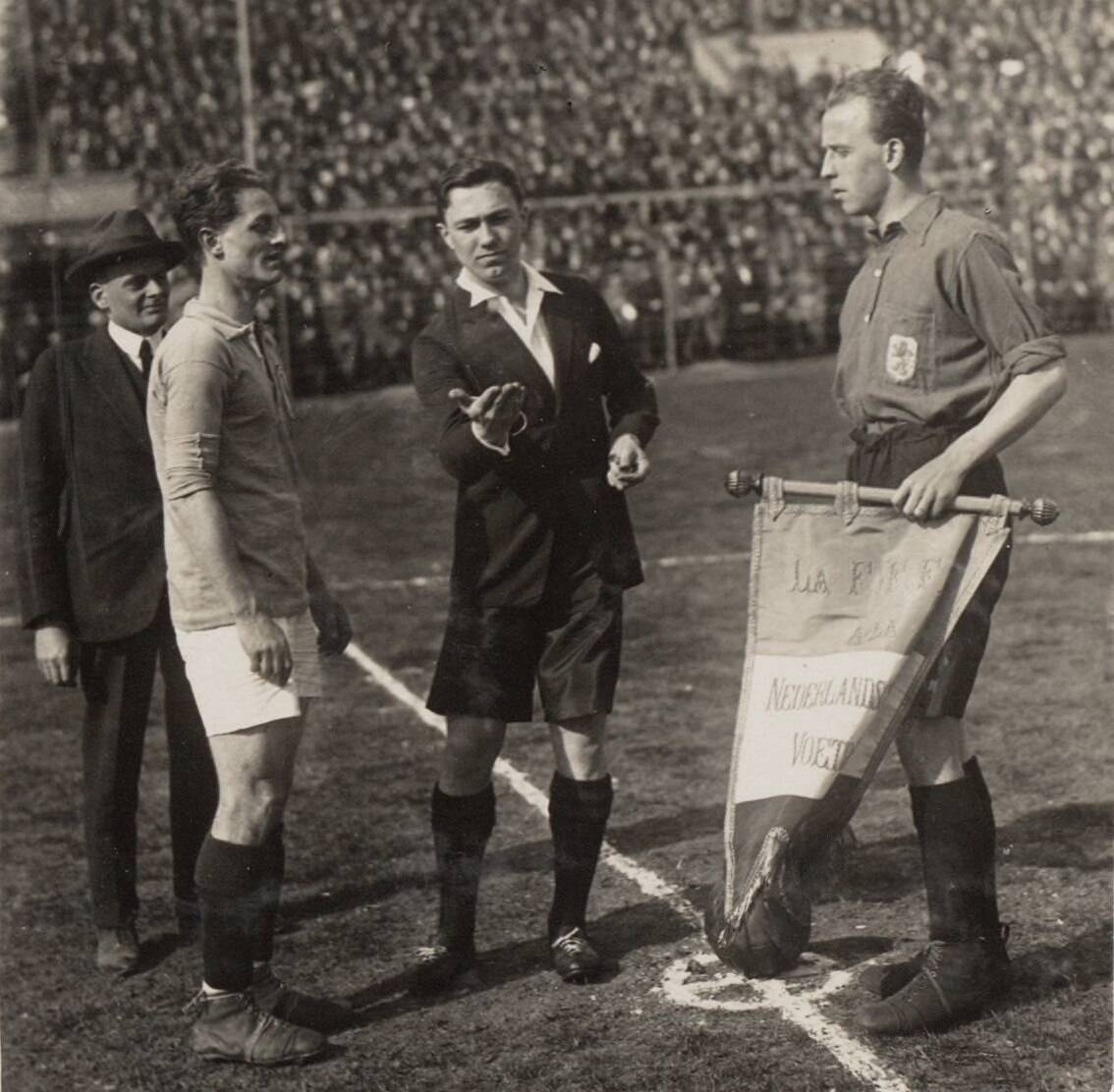

فریتس کویپرس (هلندی: Frits Kuipers; ۱۱ ژوئیهٔ ۱۸۹۹ – ۱۰ اکتبر ۱۹۴۳) بازیکن فوتبال اهل هلند بود.